# Семилово (Костромская область)
Семилово — деревня в Расловском сельском поселении Судиславского района Костромской области России.

## География
Деревня расположена на реке Меза.

## История
Семилово принадлежало стольнику князю С. П. Борятинскому, брату галичского воеводы И. П. Борятинского.
Согласно Спискам населенных мест Российской империи в 1872 году деревня относилась к 1 стану Костромского уезда Костромской губернии. В ней числилось 15 дворов, проживало 40 мужчин и 56 женщин.
Согласно переписи населения 1897 года в селе Семилово проживало 186 человек (89 мужчин и 97 женщин)..
Согласно Списку населенных мест Костромской губернии в 1907 году селе Семилово относилось к Шишкинской волости Костромского уезда Костромской губернии. По сведениям волостного правления за 1907 год в нём числилось 33 крестьянских двора и 154 жителя. В селе имелась школа. Основными занятиями жителей деревни, помимо земледелия, были заводской отхожий промысел и работа угольщиками.
До муниципальной реформы 2010 года деревня входила в состав Грудкинского сельского поселения Судиславского района.

## Известные люди
На кладбище погоста Семилово похоронены известные русские моряки братья Александр и Григорий Бутаковы.

## Население
| 2008 | 2010 | 2014 |
| ---- | ---- | ---- |
| 0    | →0   | →0   |

### Комментарии
1. ↑  Согласно Спискам населенных мест Российской империи в 1872 году поблизости также находился погост Семилово (Троица-Семилово) в котором в 5 дворах проживало 8 мужчин и 6 женщин, имелись две православные церкви, дважды в год проводились ярмарки.